# Anthrax xanthellus
Anthrax xanthellus är en tvåvingeart som beskrevs av Zaitzev 1976. Anthrax xanthellus ingår i släktet Anthrax och familjen svävflugor.
Artens utbredningsområde är Irak. Inga underarter finns listade i Catalogue of Life.